# 东韩台古墓
东韩台古墓，位于中国河北省石家庄市东韩台村，为石家庄市元氏县的一个省级文物保护单位，类型为古墓葬，公布时间为1982年7月23日。
东韩台古墓的历史年代为汉代。